# Escape (album de Journey)
Pour les articles homonymes, voir Escape.
Albums de Journey
Dream, After Dream
(1980) Frontiers
(1983)
Singles
1. Who's Crying Now
Sortie : juillet 1981
2. Stone In Love
Sortie : août 1981
3. Don't Stop Believin'
Sortie : 6 octobre 1981
4. Open Arms
Sortie : janvier 1982
5. Still They Ride
Sortie : mai 1982

Escape est le huitième album studio du groupe rock américain Journey. Il est sorti le 31 juillet 1981 sur le label Columbia Records et a été produit par Mike Stone et Kevin Elson.

## Historique
Le nouveau claviériste Johnathan Cain remplace le membre fondateur Gregg Rolie qui a quitté à la fin de l'année 1980. Avant de se joindre à Journey, Cain a été membre de The Babys et s'il joue les claviers, il est aussi guitariste rythmique et choriste. Il est également un compositeur prolifique, participant à l'écriture de tous les titres de l'album.
Cet album sera enregistré entre avril et juin 1981 dans les Fantasy Studios de Berkeley en Californie.
Il contient les succès Don't Stop Believin' (US #9), Who's Crying Now (US #4) et Open Arms (US #2). 
Il se classa à la première place du Billboard 200 aux États-Unis et sera certifié disque de diamant (dix fois disque de platine) ce qui en fait, hors la compilation Greatest Hits, l'album le plus vendu du groupe.

## Liste des titres
Face 1
| No | Titre                | Auteur                                 | Durée |
| -- | -------------------- | -------------------------------------- | ----- |
| 1. | Don't Stop Believin' | Jonathan Cain, Steve Perry, Neal Schon | 4:11  |
| 2. | Stone in Love        | Cain, Perry, Schon                     | 4:26  |
| 3. | Who's Crying Now     | Cain, Perry                            | 5:01  |
| 4. | Keep on Runnin       | Cain, Perry, Schon                     | 3:40  |
| 5. | Still They Ride      | Cain, Perry, Schon                     | 3:50  |

Face 2
| No  | Titre          | Auteur                              | Durée |
| --- | -------------- | ----------------------------------- | ----- |
| 6.  | Escape         | Cain, Perry, Schon                  | 5:17  |
| 7.  | Lay It Down    | Cain, Perry, Schon                  | 4:13  |
| 8.  | Dead or Alive  | Cain, Perry, Schon                  | 3:21  |
| 9.  | Mother, Father | Cain, Perry, Matt Schon, Neal Schon | 5:29  |
| 10. | Open Arms      | Cain, Perry                         | 3:23  |

Titres bonus de la réédition 2006
| No  | Titre                                                    | Auteur             | Durée |
| --- | -------------------------------------------------------- | ------------------ | ----- |
| 11. | La Raza Del Sol (Face B du single Still They Ride)       | Cain, Perry        | 3:26  |
| 12. | Don't Stop Believin' (Live at The Summit, Houston, 1981) | Cain, Perry, Schon | 4:19  |
| 13. | Who's Crying Now (Live at the Summit, Houston, 1981)     | Cain, Perry        | 5:44  |
| 14. | Open Arms (Live at the Summit, Houston, 1981)            | Cain, Perry        | 3:23  |

## Personnel

### Musiciens
- Steve Perry : chant
- Neal Schon : guitare rythmique et solo, chœurs
- Jonathan Cain : claviers, guitare rythmique, chœurs
- Ross Valory : basse, chœurs
- Steve Smith : batterie, percussions, chœurs

### Production
- Mike Stone, Kevin Elson – Production, ingénieurs du son, mixing
- Wally Buck – Assistant ingénieur
- Bob Ludwig – Mastering, remastering
- Brian Lee – Remastering
- Herbie Herbert – Gérance
- Jim Welch – Photographie, art direction
- Stanley Mouse – Illustrations

## Charts et certifications

### Album
Charts
| Pays             | Durée du classement | Meilleur classement |
| ---------------- | ------------------- | ------------------- |
| Allemagne        | 4 semaines          | 49e                 |
| Canada           | 39 semaines         | 6e                  |
| États-Unis       | 152 semaines        | 1er                 |
| Nouvelle-Zélande | 1 semaine           | 36e                 |
| Royaume-Uni      | 15 semaines         | 32e                 |

Certifications
| Pays                  | Certification | Ventes       | Date       |
| --------------------- | ------------- | ------------ | ---------- |
| Canada (Music Canada) | 3 × Platine   | 300 000 +    | 01/11/1983 |
| États-Unis (RIAA)     | Diamant       | 10 000 000 + | 15/07/2021 |

### Singles
| Année | Single                 | Chart                  | Durée du classement | Position |
| ----- | ---------------------- | ---------------------- | ------------------- | -------- |
| 1981  | "Who's Crying Now"     | Hot 100                | 21 semaines         | 4e       |
| 1981  | "Who's Crying Now"     | Mainstream Rock Tracks | 20 semaines         | 4e       |
| 1981  | "Who's Crying Now"     | Adult Contemporary     | 17 semaines         | 14e      |
| 1981  | "Who's Crying Now"     | RPM Top Singles        | 14 semaines         | 3e       |
| 1982  | "Who's Crying Now"     | UK Singles Chart       | 5 semaines          | 46e      |
| 1981  | "Stone In Love"        | Mainstream Rock Tracks | 20 semaines         | 13e      |
| 1981  | "Don't Stop Believin'" | Hot 100                | 16 semaines         | 9e       |
| 1981  | "Don't Stop Believin'" | Mainstream Rock Tracks | 26 semaines         | 8e       |
| 1981  | "Don't Stop Believin'" | RPM Top Singles        | 13 semaines         | 9e       |
| 1981  | "Don't Stop Believin'" | Ö3 Austria Top 40      | 1 semaine           | 70e      |
| 1981  | "Don't Stop Believin'" | Mega Top 50            | 3 semaines          | 50e      |
| 1981  | "Don't Stop Believin'" | Sverigetopplistan      | 69 semaines         | 25e      |
| 1982  | "Don't Stop Believin'" | UK Singles Chart       | 95 semaines         | 6e       |
| 1982  | "Open Arms             | Hot 100                | 18 semaines         | 2e       |
| 1982  | "Open Arms             | Mainstream Rock Tracks | 10 semaines         | 35e      |
| 1982  | "Open Arms             | Adult Contemporary     | 19 semaines         | 7e       |
| 1982  | "Open Arms             | RPM Top Singles        | 17 semaines         | 2e       |
| 1982  | "Open Arms             | RMNZ Singles Top40     | 1 semaine           | 49e      |
| 1982  | "Still They Ride"      | Hot 100                | 14 semaines         | 19e      |
| 1982  | "Still They Ride"      | Mainstream Rock Tracks | 2 semaines          | 47e      |
| 1982  | "Still They Ride"      | Adult Contemporary     | 4 semaines          | 37e      |

Certifications
| Titre                  | Pays                       | Certification | Ventes      | Date       |
| ---------------------- | -------------------------- | ------------- | ----------- | ---------- |
| "Don't Stop Believin'" | États-Unis format standard | Platine       | 1 000 000 + | 29/01/2009 |
| "Don't Stop Believin'" | États-Unis format digital  | 5 × Platine   | 5 000 000 + | 09/05/2013 |
| "Don't Stop Believin'" | Royaume-Uni                | 4 × Platine   | 1 200 000 + | 30/04/2021 |
| "Who's Crying Now"     | États-Unis                 | Or            | 500 000 +   | 13/03/2001 |
| "Open Arms"            | Canada                     | Or            | 50 000 +    | 01/04/1982 |
| "Open Arms"            | États-Unis                 | Or            | 500 000 +   | 13/03/2001 |